# Bihać
Bihać é uma cidade da Bósnia e Herzegovina, localizada na parte ocidental na fronteira com a Croácia. Em 2008 possuía uma população de 39.100 habitantes. Está situada na margem do rio Una, no noroeste do país.